# Santorí
Santorí (de l'italià Santorini, en grec Σαντορίνη), antigament coneguda com a Tera (en grec, i oficialment, Θήρα, pronúncia moderna: Thira; pronúncia antiga: Thēra), és una illa grega de l'arxipèlag de les Cíclades. Té uns 90 km² i una població d'uns 15.000 habitants. És una de les illes gregues més turístiques i visitades.
Tot i que originàriament l'illa tenia forma arrodonida, després d'una erupció volcànica (l'erupció minoica) quedà fraccionada. Santorí és un dels llocs on, hipotèticament, s'ha volgut situar el mite de l'Atlàntida.
Administrativament formava part de l'antiga i ja desapareguda prefectura de les Cíclades, però a partir de l'1 de gener de 2011 és una de les 74 unitats perifèriques de Grècia després de la divisió de l'antiga prefectura.

## Nom
En l'antiguitat, l'illa era coneguda amb el nom de Tera (grec antic: Θήρα, llatí: Thēra), que segons el mite feia referència a l'heroi Teras. Els antics deien que, anteriorment, l'illa havia rebut els noms de Cal·liste (Καλλίστη, 'la més bella') i Estròngile (Στρογγύλη, 'esfèrica').
A l'edat mitjana, a partir del domini venecià, l'illa començà a ser coneguda a partir del nom de la patrona, Santa Irene, i així nasqué el nom de Santorini, a partir de la pronúncia del grec del nom Irene: Irini. En català s'adaptà com a Santorí.
Modernament, amb la independència de Grècia i el procés de recuperació de la toponímia clàssica, l'illa recobrà el nom antic, modernament pronunciat Thira. No obstant això, encara és internacionalment coneguda com a Santorini.

## Geografia

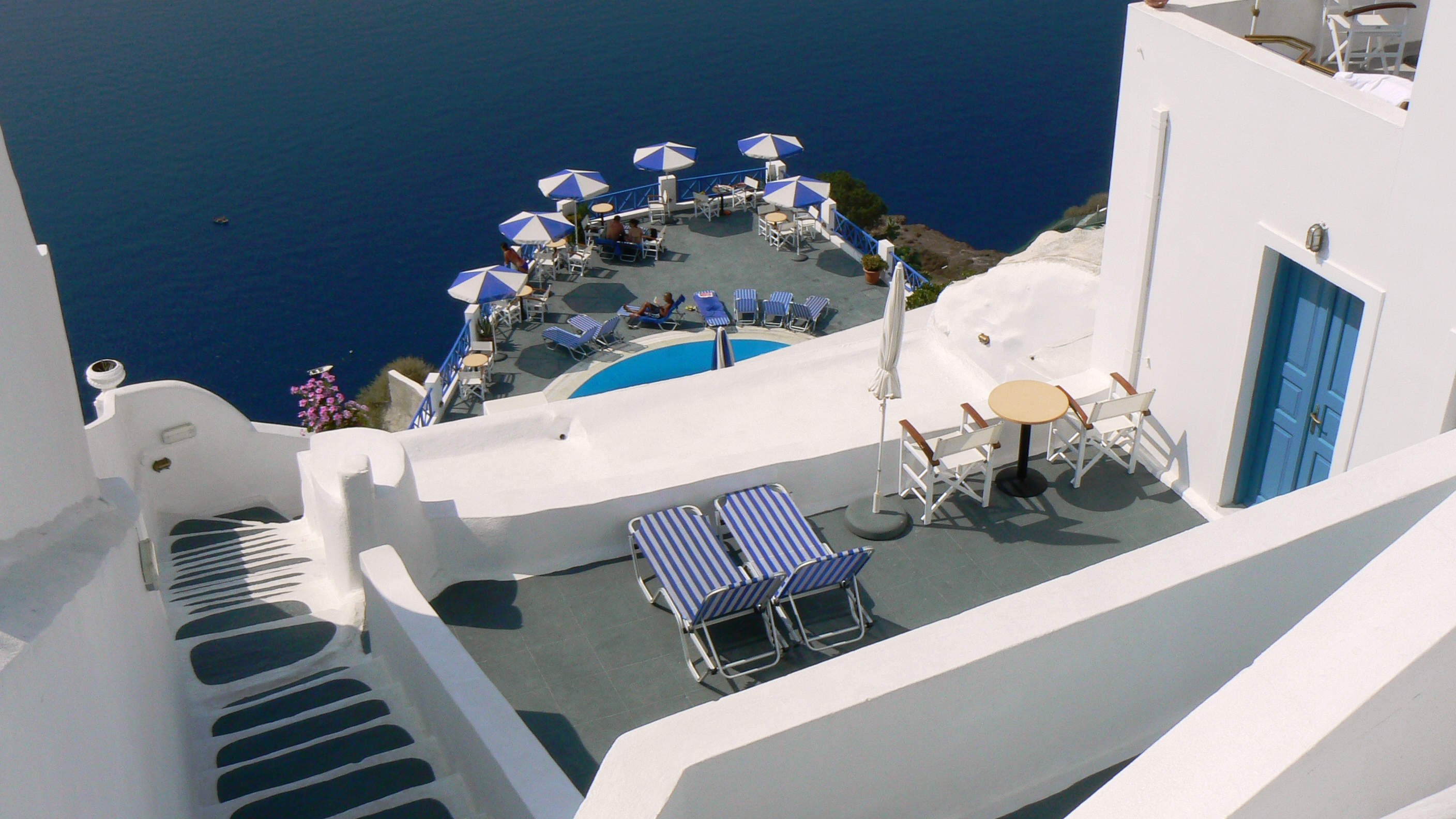
Arquitectura típica a Santorí

Santorí és la més meridional de les Cíclades, i té una superfície de 75 km² i uns 10.000 habitants. Produeix vi i viu sobretot del turisme, atret per les seves cases blanques i la terra volcànica.
La capital de l'illa és Firà. Al sud, a l'única zona no estrictament formada per terra volcànica, hi ha la muntanya del Profitis Ilias, el punt més alt de l'illa. L'antiga ciutat estava situada al centre d'un golf, sota el puig de Skaro, una mica al nord de la ciutat actual i propera al llogaret de Merovouli. Al puig Skaro hi ha les restes d'un castell construït pels ducs de Naxos.

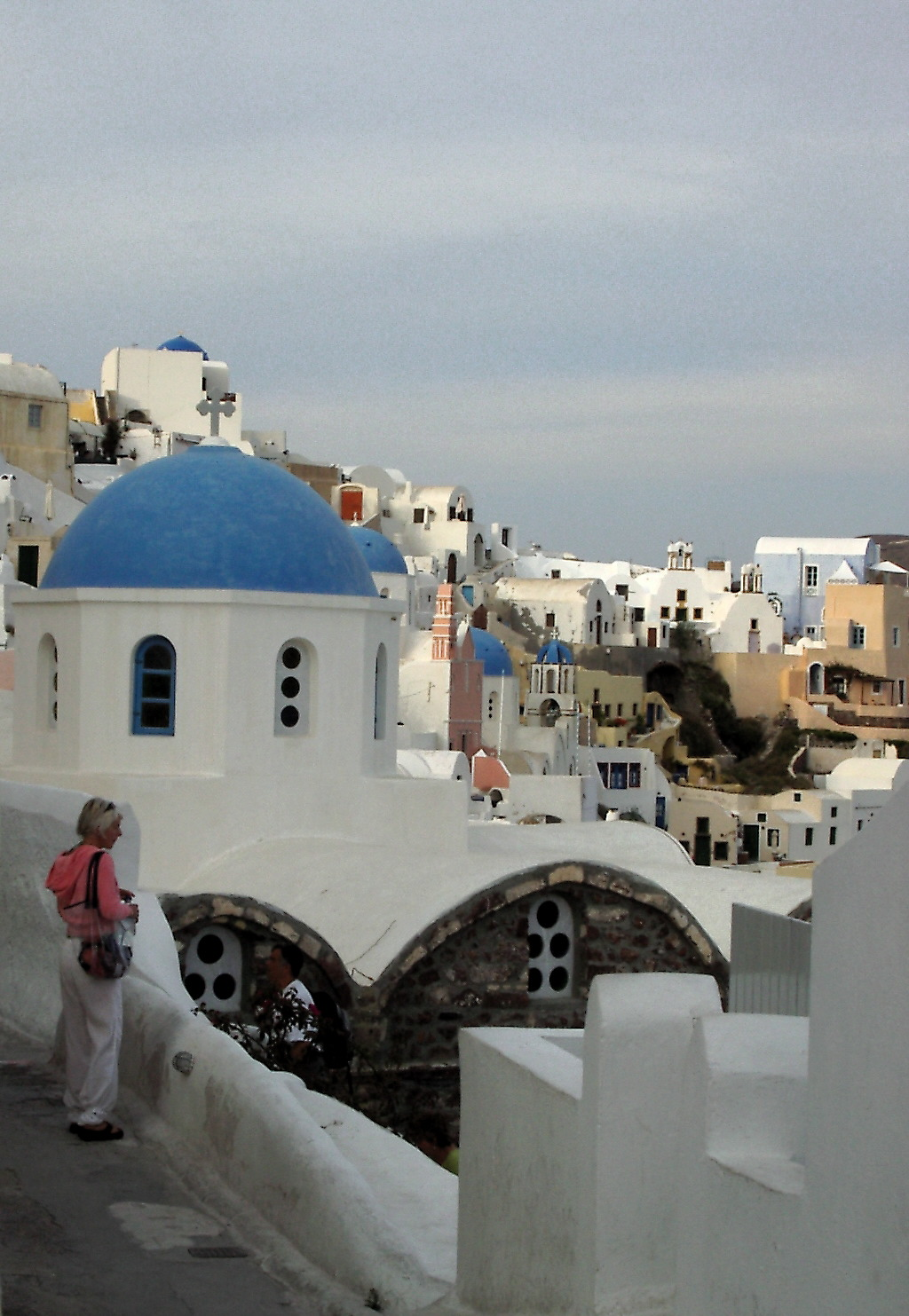
Església

La segona ciutat de l'illa és Epanomeria (o Epanomeia), al nord-oest, enfront de l'illa de Theràsia. Les restes d'una antiga ciutat de nom desconegut (amb construccions de diferents èpoques) es troben al sud-est de l'illa, al puig de Messa-Vouno, connectat amb la muntanya Elias per la serralada de Sellada. Messa-Vouno forma un penya-segat a la costa i al cap del mateix nom. Una mica més al sud, a Perissa, també hi ha restes antigues d'una altra ciutat de nom també desconegut. Al sud de Perissa hi ha el cap Exomiti i una mica al nord les restes d'una altra ciutat, que seria probablement Eleusis. Al nord-est de l'illa, al cap Kolumbo, hi ha unes altres ruïnes que podrien ser Melanea.

### Geologia
Santorí és una illa d'origen volcànic, igual que les illes del voltant. A la rodalia hi ha les illes de Therasia; a l'oest, Aspronissi, al sud de la qual inicialment estava unida; i el grup de Kameni (amb Palea Kameni, Nea Kameni i Mikra), totes, com Thera, d'origen volcànic. Plini situa al 237 aC l'emergència de Theràsia, i l'any 3 la de Thia, prop de Hiera o Kameni, avui desapareguda, i al 46 la de Mikra. Palea Kameni fou la primera del grup a emergir i ho va fer vers el 197 aC (llavors se l'anomenà Hiera o Automata). Nea Kameni, al principi dues illes, no hi va sorgir fins al 1707.

## Història
A l'indret d'Akrotiri hi hagué una població important de l'edat del bronze, que fou destruïda per un terratrèmol l'any 1550 aC i, després de ser reconstruïda, fou destruïda novament, i de manera definitiva, per l'erupció minoica poc més tard. El jaciment arqueològic d'Akrotiri, excavat de l'any 1967 ençà, es troba en perfecte estat de conservació gràcies al fet que va ser cobert per les cendres del volcà (semblantment a Pompeia amb el Vesuvi).
El volcà submarí, al llarg de la història, ha produït les illes de Santorí i Therasia, Hiera o Palea Kameni (106 aC), Tia o Nea Kameni (4 dC), i una altra a prop de Thera l'any 47, i en posteriors erupcions els anys 727, 1427, 1573, 1707 s'ha anat modificant de forma.
La tradició diu que Tera sortí de la mar, i que fou anomenada Cal·liste i poblada pels fenicis, dirigits per Cadme. Al cap de vuit generacions, es diu que la poblaren espartans dirigits per Teras, fill d'Autesió, que donà nom a l'illa. Batos de Tera fundà (631 aC) una colònia a Àfrica, anomenada Cirene, que tingué molta importància en la història; Batos fou el fundador de la dinastia batíada de Cirene.
Tera tenia set districtes, dels quals només dos noms (Eleusis i Oa) són esmentats per Ptolemeu, i un tercer (Melanea) s'ha trobat en una inscripció. Al començament de la Guerra del Peloponnès feu costat a Esparta, però després formà part de la Lliga de Delos dirigida per Atenes, i ja no es tenen dades de la seva història. Fou possessió romana i al segle v seu d'un bisbat. Se suposa que patí atacs dels àrabs de Creta al segle ix i dels àrabs de Sicília i corsaris europeus occidentals més tard. El 1154 Al-Idrisi diu que estava deshabitada; fou el primer que l'esmenta com Santurini del nom grec (derivat de Santa Irene, la patrona).
Va restar possessió romana d'Orient fins que passà als venecians el 1205, el primer cavaller en fou Iacopo Barozzi, i la incorporà al Ducat de Naxos. Fou ocupada pels otomans el 1537 (Khayr al-Din Barba-rossa), però evacuada, i ocupada després definitivament el 1576 per Piyale Pasha. Va restar en poder dels turcs (per un temps formà part del Ducat de Naxos concedit pel soldà a Josep Nasi) durant segles, però amb força autonomia a partir del segle XVII; va patir algunes incursions de pirates venecians, tot i que els habitants eren cristians i no hi havia població musulmana; del 1768 al 1774 fou ocupada pels russos. El 1821 es revoltà contra els turcs i restà dins Grècia en la independència del país. El 1831 es va revoltar sense èxit contra el seu primer governador grec, Capodistria. El 1832 l'Imperi otomà va reconèixer la possessió de l'illa a Grècia pel tractat de Constantinoble.
L'any 1956 va patir un devastador terratrèmol.
L'any 1967 es van iniciar les excavacions arqueològiques de l'important jaciment d'Akrotiri. La repercussió d'aquesta excepcional troballa, unida a l'obertura de l'aeroport (el 1972) i la incorporació de l'illa als circuits habituals dels creuers, van contribuir decisivament a l'expansió de Santorí com a destinació turística.

## Llocs d'interès
El principal atractiu turístic de l'illa de Santorí són les poblacions de cases blanques enfilades damunt de la cornisa sobre la Caldera de Santorí (Thera, Firostefani, Imerovigli, Ia). La seva arquitectura de base popular sintetitza tradicions culturals diverses: romana d'Orient, otomana i occidental. Es compta entre els exemples més freqüentment esmentats d'arquitectura popular mediterrània, a la qual cosa contribueix de manera molt especial la seva simbiosi paisatgística amb el mar.
L'impacte de la descoberta de l'excepcional jaciment arqueològic d'Akrotiri, excavat a partir de l'any 1967, es considera un factor determinant per al desenvolupament de Santorí com a destinació turística. Una part molt significativa dels objectes trobats a Akrotiri, com ara alguns conjunts de pintura mural, s'exposen a la mateixa illa, al Museu de Prehistòria de Thera. Una altra part se'n troba al Museu Arqueològic Nacional d'Atenes. A Thera, a l'anomenat Santozeum, es pot visitar una recreació fotogràfica completa de tots els conjunts pictòrics d'Akrotiri.
Un altre jaciment arqueològic remarcable n'és el de l'antiga Tera, situat a Messa-Vouno, que ha proporcionat materials des del període geomètric fins a l'antiguitat tardana. Una mostra representativa d'aquests materials s'exposa al Museu Arqueològic de Thera.
Del període romà d'Orient sobresurt l'església de Mesa Gonia, fundada per l'emperador Aleix I Comnè al segle xi. Els iconòstasis de les esglésies ortodoxes de l'illa tenen com a particularitat el fet de presentar una rica ornamentació de fusta tallada (església de la Presentació i monestir del profeta Elies, ambdós a Pirgos). Entre les esglésies catòliques sobresurt la catedral de Sant Joan Baptista de Santorí, però la més representativa és sens dubte la petita església de Maria Assumpta de Thera (segle xviii, amb restauracions), que amb el campanar de cadireta amb tres campanes i la cúpula blava amb el mar al fons s'ha consagrat com a imatge emblemàtica de l'illa.
Del període venecià es poden trobar algunes torres de guaita i fortificacions (Ia, Emporion, Skaros).
L'arquitectura residencial burgesa del segle xix és ben representada per la mansió de G. E. Argyros, situada a Messaria, o per l'edifici que acull la fundació de l'armador Petros M. Nomikos, a Thera.
El far d'Akrotiri és un dels primers que es van fer a Grècia, a finals del segle xix: alguns espais relacionats amb les activitats agrícoles tradicionals de l'illa (vi, oli, tomàquet...) s'hi han museïtzat.